# Francisco Guerrero (football)
Pour les articles homonymes, voir Guerrero (homonymie).
Francisco Guerrero, né le 23 août 1977 à Buenos Aires (Argentine), est un footballeur argentin.

## Clubs successifs
- 1994-2001 : Valence CF ( Espagne)
- 2001-2004 : FC Zurich ( Suisse)
- 2004 : FC Bâle (prêt) ( Suisse)
- 2004-2005 : FC Zurich ( Suisse)
- 2005-2006 : Estudiantes LP ( Argentine)
- 2006 :  Huracán ( Argentine)
- 2007 : YF Juventus ( Suisse)
- 2007-2009 : FC Aarau ( Suisse)
- 2009-.... : APEP Pitsilia ( Chypre)

## Palmarès
- Vainqueur de la Coupe du monde de football des moins de 20 ans en 1995 avec l'Argentine.